# مزرعة مهدي أباد الجديدة (سورماغ)
مزرعة مهدي أباد الجديدة (بالفارسية: مزرعه مهدی‌آباد نو) هي منطقة سكنية تقع في إيران في الناحية المركزية, قسم سورماغ الريفي. يقدر عدد سكانها بـ 29 نسمة .